# JKT48
JKT48 es un grupo musical femenino de Indonesia, el nombre de la banda deriva de la ciudad de Yakarta y de un grupo musical japonés femenino llamado AKB48. La banda se formó en el 2011, aunque este grupo musical integrado solo por mujeres, anteriormente se había creado en Japón. AKB48 era un grupo musical femenino y de teatro, que se había creado en la ciudad de Akihabara.
El productor Yasushi Akimoto, decidió llevar el nombre de AKB48 a Indonesia, debido a que el grupo ya había empezado a evolucionar una base de fanaticada en Japón. La creciente economía de Indonesia, se vio como un mercado potencial por muchas empresas japonesas y Akimoto, allí estableció una asociación de franquicias con una empresa llamada "Dentsu Media Group Indonesia", para replicar el modelo de los negocio del nombre artístico de AKB48. Dentsu Media Group Indonesia, llegó a cooperar con el mayor conglomerado de los medios del país, junto a la empresa productora "Global Mediacom" (MNC Media), un grupo del surestede medios más grande y más integrado de Asia. Mientras que JKT48 no se restringió por la membresía de su nacionalidad, los solicitantes era obtener la residencia legal en Indonesia. El grupo cotó con 72 (a partir del mes de junio del 2014), la banda lanzó su primer álbum de estudio titulado "Heavy Rotation", el 16 de febrero de 2013 bajo el sello "Hits Records", una división de la MNC PT Star Media Nusantara. Que produjo temas musicales para JKAKB48 y otros grupos musicales en Indonesia.

## Actuales integrantes
Estas son las siguientes integrantes de ambas generaciones.
| Primera generación - Ayana Shahab - Beby Chaesara Anadila - Cindy Christina Gulla - Delima Rizky - Devi Kinal Putri - Diasta Priswarini - Frieska Anastasia Laksani - Gabriela Margareth Warouw - Ghaida Farisya - Jessica Vania Widjaja - Jessica Veranda Tanumihardja - Melody Nurramdhani Laksani - Nabilah Ratna Ayu Azalia - Rena Nozawa - Shania Junianatha - Rezky Wiranti Dhike - Rica Leyona - Sendy Ariani - Sonia Natalia Winarto - Sonya Pandarmawan - Stella Cornelia Winarto | Segunda generación - Annisa Athia Zainun Faqiha - Cindy Yuvia - Della Delila - Dellia Erdita - Dena Siti Rohyati - Dwi Putri Bonita - Fakhiryani Harrya Shafariyanti - Intar Maylica Putri Kariina - Jennifer Hanna Sutiono - Jennifer Rachel Natasya - Lidya Maulida Djuhandar - Nadhifa Karimah - Nadila Cindi Wantari - Natalia - Noella Sisterina - Novinta Dhini Soetopo - Octi Sevpin Cahyaning Ayu - Priscillia Sari Dewi - Ratu Vienny Fitrilya - Riskha Fairunissa - Rona Ariesta Anggreani - Saktia Oktapyani - Shinta Naomi - Sinka Juliani - Thalia - Thalia Ivanka Elizabeth Frederik - Viviyona Apriani |

## Exintegrantes
Primera generación

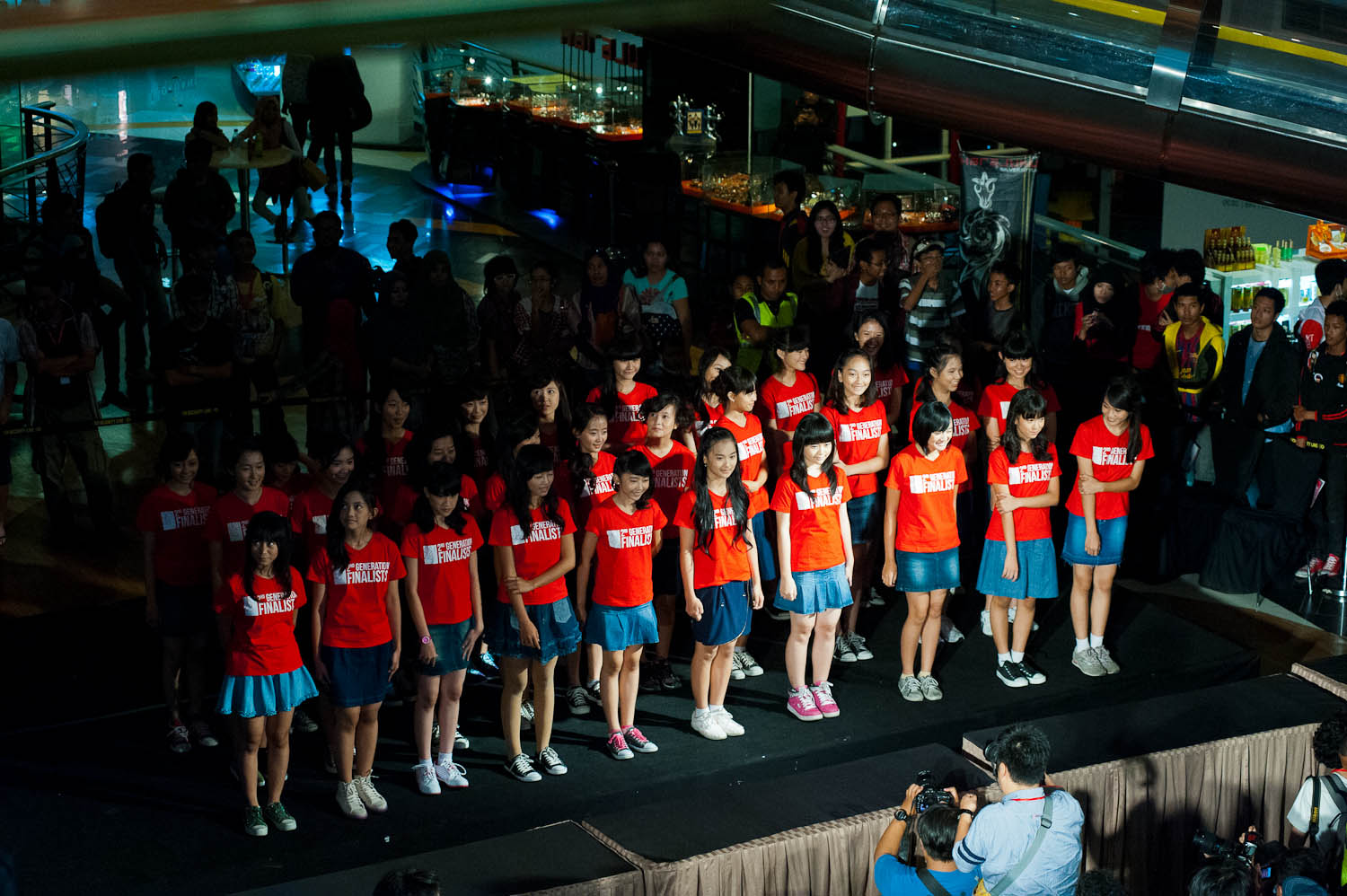
Finalistas en las audiciones en Japón.

- Alissa Galliamova (graduée le 21 janvier 2013)
- Allisa Astri (graduée le 10 mai 2012)
- Fahira Al Idrus (graduée 10 mai 2012)
- Cleopatra Djapri (graduée le 10 décembre 2012)
- Intania Pratama Ilham (graduée le 12 février 2012)
- Neneng Rosediana (graduée le 25 de noviembre de 2012)
- Siti Gayatri Abhirama (graduée le 12 février 2012)

Segunda generación
- Althea Callista (graduée le 10 janvier 2013)
- Nurhalimah Oktavianti (graduée le 10 janvier 2013)
- Olivia Shafira Robberecht (graduée le 12 avril 2013)

## Discografía
| Título         | Detalles del álbum                              | Notas | Referencias |
| -------------- | ----------------------------------------------- | ----- | ----------- |
| Heavy Rotation | - Lanzamiento: 11 de mayo de 2013 - Formato: CD |       |             |

### Singles
Temas musicales que ya había sido interpretado por AKB48.
1. Heavy Rotation ( Digital Single )
2. Karena Kusuka Dirimu ( Digital Single )
3. Baby! Baby! Baby! ( Digital Single )
4. Ponytail dan Shu-shu ( Digital Single )
5. River
6. Yuuhi wo miteiru ka?
7. Fortune Cookies in Love
8. Manatsu no Sounds Good !
9. Flying Get
10. TBR